# Жан Готтман
Жан Готтман (1915—1994) — французький географ.

## Походження
Народився у Харкові у заможній єврейській родині Іллі Готтмана й Соні-Фаїни Еттінгер. Його батьки були вбиті у лютому 1918 року, тому його всиновили тітка Емілія Готтман й дядько Михайло Бершин, з якими він втік до Парижа через Константинополь у 1921 році. Його українське ім'я "Іван" було змінено на відповідне французьке "Жан".

## Кар'єра
Жан закінчив Паризький університет. У 1937-1941 роках працював асистентом-дослідником з економічної географії у Сорбонні. Через Статут євреїв 1940 року німецьких окупантів Жан вимушений був втекти до ЗДА, де він отримав стипендію Рокефеллеровського фонду для навчання на семінарі Едварда М. Ерла у Принстонському університеті. Він приєднався до Ла Франс Лібре. У 1943-1948 роках працював професором у новому інституті географії в університеті  Джона Гопкінса. 1945 року він повернувся у Франції й почав працювати з міністером економіки. У 1946-1947 роках працює дослідницьким директором в ООН у Нью-Йорку. У 1950-их роках Жан Готтман проводив дослідження на сході ЗДА. 1957 року від одружився з Берніс Адельсон. 
1961 року його запрошено на роботу до Парижу у Вищу школу соціальних наук. 
У 1968-1983 роках працював професором географії та завідувачем кафедри географічної школи в Оксфордському університеті. Після виходу на пенсію він залишився в Оксфорді до кінця життя.

## Дослідження Готтмана
У книзі «Політика держав і їх географія» (1952) Готтманом дав критичний розбір ідей Ратцеля, Хаусхофера, Маккиндера, Спікмена та інших геополітиків. В результаті він прийшов до висновку, що в їхньому розумінні геополітика є науку про війну. Вважаючи простір головною категорією геополітики, Готтманн намагався довести, що розміри території держави далеко не пропорційні його мощі. 
На перший план він ставив географічне становище держави та її організацію. Підтвердженням цієї тези був той факт, що європейські держави з доволі обмеженою територією протягом століть домінували у світі і змогли створити імперії, розміри яких багато-кратно перевищували території метрополій. Така оцінка якостей території була кроком уперед у ревізії окремих положень класичної геополітики. Готтманн по-новому трактував географічне положення держави, яка визначається ставленням до основних комунікаційних ліній та потоків, приуроченим до них: рух людей, армій, товарів, капіталів, ідей. У зв'язку з цим, за Готтманом, центральним поняттям повинно стати поняття «circulation» («communication»). 
Він також висловив своє ставлення до проблеми морських і континентальних держав. Морським державам, вважав він, на відміну від континентальних, властива велика свобода, терпимість і менша схильність до автократичної та абсолютистської форм організації. Багато чого в цих позитивних властивості морських країн визначається характером їх комунікаційних зв'язків. З зародження цивілізації Море було головної ареною зв'язків, контактів. Море пов'язувало найрізноманітніші географічні райони, що розширювало кругозір жителів морських країн. Свобода мореплавання, підтверджена Римським правом, давала великі переваги морським державам, сприяючи використанню досвіду інших країн, запозиченнями і відбору, варіантності розвитку. Континентальні ж держави мали в своїй історії менш диференційовані, менш інтенсивні і менш різноманітні контакти і обміни, з чого випливають характерні риси континентального розвитку. Найбільшою заслугою Готтманна стало розвиток іконографічного напряму в політичній географії. Центральна проблема політичної географії та геополітики за Готтманом, — це проблема взаємодії між «circulation» і «iconographie».